# Qu'aiti
Het Sultanaat van Shihr en Mukalla (Arabisch سلطنة الشحر والمكلاا, Salṭanat aš-Šiḥr wa-l-Mukallā) sultanaat Qu'aiti of officieel Qu'aitistaat in Hadramaut of Qu'aitisultanaat (Arabisch: السلطنة القعيطية , as-Salṭanat al-quʿayṭiyya) was een sultanaat in de Hadramaut op de plek waar nu Jemen ligt. Het land grensde aan het Sultanaat Mahra, het Sultanaat Wahidi Bir Ali, het Sultanaat Kathiri en het Sultanaat Lahej.

## Geschiedenis
In 1858 veroverden de Qu'aiti's het plaatsje Shibam op hun rivalen, de Kathiri's, en wisten zo een machtsbasis te verkrijgen in Hadramaut. In 1866 kregen ze ook Ash-Shihr en op 10 november 1881 ook Al Mukalla in handen. Erg lang heeft het Sultanaat Shihr en Mukalla niet zelfstandig bestaan, want 7 jaar na het ontstaan, in 1888, werd de staat samen met het sultanaat Kathiri, het sultanaat Wahidi Balhaf en het sjeikdom Aqrabi onderdeel van het Britse Protectoraat Aden. In 1963 werd Qu'aiti samen met Kathiri en het Sultanaat Mahra verenigd tot het Protectoraat Zuid-Arabië. In 1967 werd het protectoraat verenigd met de Zuid-Arabische Federatie en onafhankelijk onder de naam Zuid-Jemen. Zuid-Jemen werd in 1990 verenigd met Noord-Jemen tot Jemen.